# 하우스턴 스트리트역 (IRT 브로드웨이-7번로선)
하우스턴 스트리트(Houston Street)역은 뉴욕 지하철 IRT 브로드웨이-7번로선의 지하철역이다. 맨해튼 그리니치 빌리지의 웨스트 하우스턴과 배릭가에 위치한다. 전시간 1 열차가 완행 운행을 하며, 심야에 2 열차가 운행한다.

## 역사

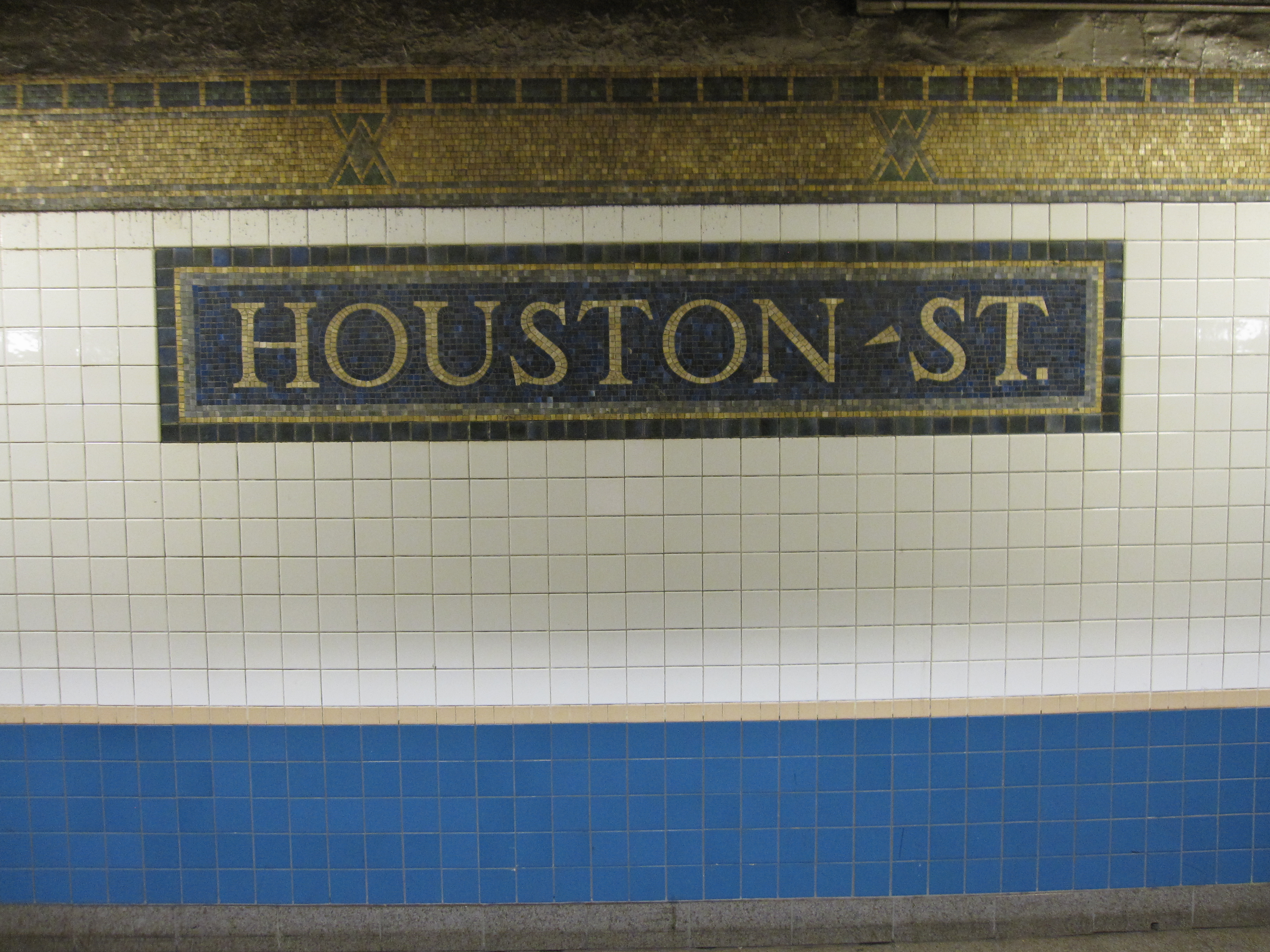
트림 라인 역명판

1913년 3월 19일에 체결된 이중계약은 뉴욕시의 도시철도 건설 및 복구와 운영을 위한 계약이었다. 이 계약은 시와 두 개의 분리된 민간기업(인터버러 래피드 트랜싯 컴퍼니, 브루클린 래피드 트랜싯 컴퍼니) 사이에 체결되었다는 점에서 "이중"이었으며, 모두 협력하여 이중계약의 구축을 가능하게 했다. 이중계약은 브루클린에 몇 개의 노선을 건설하기로 약속했다. 계약 4의 일환으로, IRT는 맨해튼 서쪽에 노선 구축을 위해 7번가, 배릭가, 웨스트 브로드웨이 남쪽에 지하철 본선의 지선을 건설하도록 합의했다.

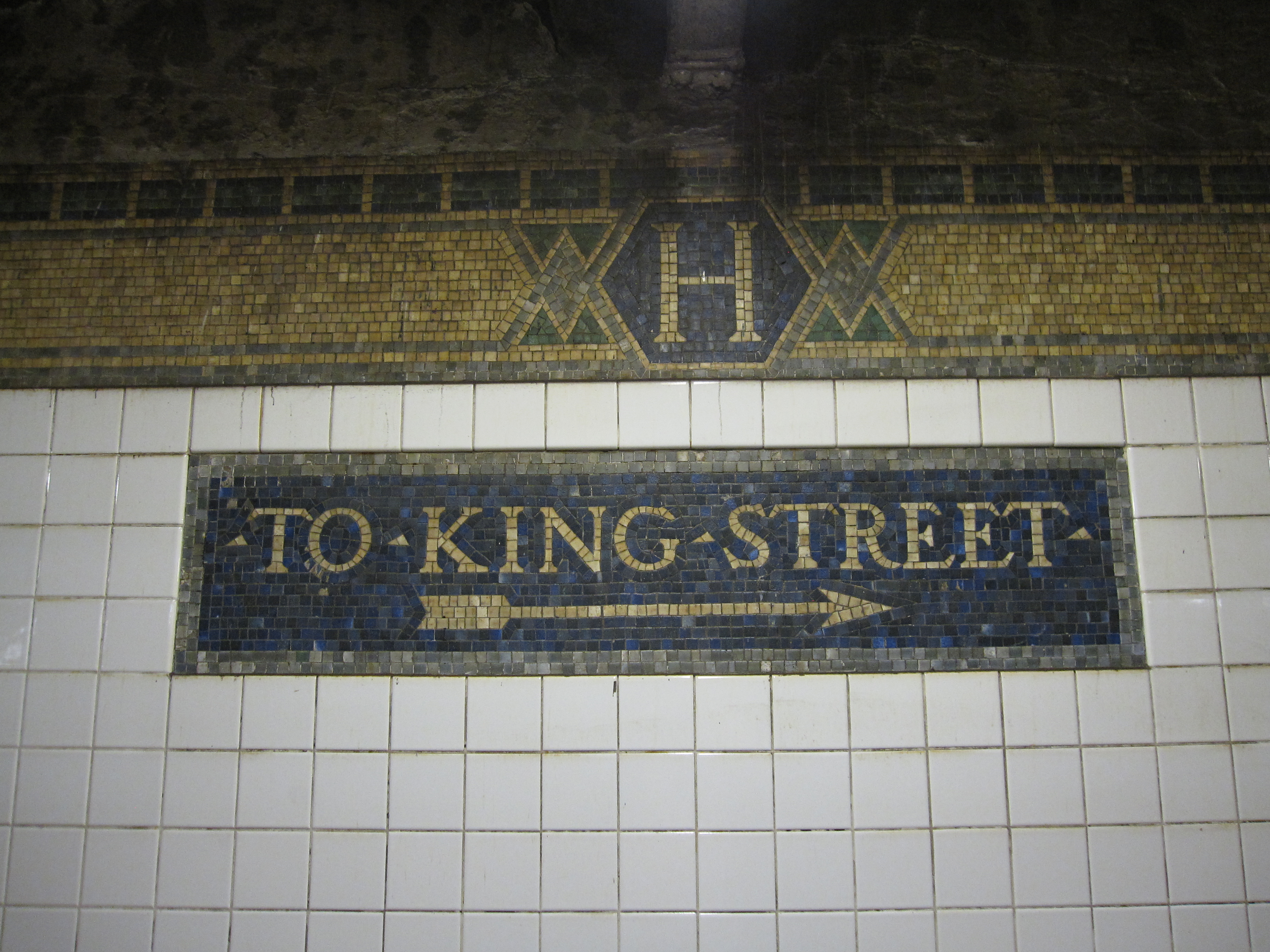
트림 라인 열차방향 표지판

이 노선의 건설은 렉싱턴 애비뉴선의 건설과 연계하여 IRT 시스템 운영은 변화시켰다. 열차가 브로드웨이를 경유하여 42번가로 가는 대신, 파크 애비뉴에 이르기전 42번가 셔틀로 연결된 두 개의 간선 노선이 있다. 이 시스템은 노선도상에 "Z" 시스템에서 "H" 시스템으로 바뀐다. 한 간선은 파크 애비뉴 아래 새로운 렉싱턴 애비뉴 선을 통과하고, 다른 간선은 브로드웨이의 새로운 7번로선을 통과한다. 이 노선이 배릭가와 웨스트 브로드웨이를 따라 계속 내려가기 위해 이 거리들을 넓힐 필요가 있었고, 그래서 7번로 연장선(Seventh Avenue Extension)과 배릭 스트리트 연장선(Varick Street Extension)이라는 두 개의 새로운 거리가 건설되었다. 지하철 연장이 로어웨스트사이드, 첼시, 그리니치 빌리지 등 인근 지역으로 이어질 것이라는 전망이 나왔다.
하우스턴 스트리트역은 1918년 7월 1일 34번가-펜역에서 사우스 페리간의 남쪽 연장선과 함께 개통되었고, 셔틀로 운행되었다. 새로운 "H" 시스템은 1918년 8월 1일에 시행되어 브로드웨이-7번로선의 두 부분을 연결하고 모든 웨스트 사이드 열차를 타임스 스퀘어에서 남쪽까지 운행하도록 하였다. 즉각적인 전환 결과는 42번가 셔틀을 이용해 환승해야 한다는 것이었다. "H" 시스템의 완성은 IRT 시스템의 용량을 두 배로 늘렸다.

## 역 구조
| G        | 거리층        | 출구 |
| P 승강장 | 상대식 승강장 | 상대식 승강장                                                                                              |
| P 승강장 | 북행 완행     | ← 242번가 방면 (크리스토퍼 스트리트-쉐리든 스퀘어) ← 심야 241번가 방면 (크리스토퍼 스트리트-쉐리든 스퀘어) |
| P 승강장 | 북행 급행     | ← 무정차 통과                                                                                              |
| P 승강장 | 남행 급행     | → 무정차 통과 →                                                                                            |
| P 승강장 | 남행 완행     | → 사우스 페리 방면 (커낼 스트리트) → → 심야 플래부시 애비뉴 방면 (커낼 스트리트) →                         |
| P 승강장 | 상대식 승강장 | |

이 지하철역에는 2면 4선의 상대식 승강장이다. 두 개의 중앙 선로는 완행 선로에서 낮은 고도에 있으며 낮 시간 동안 2, 3 급행 열차가 사용한다.
두 승강장 모두 청색과 녹색 테두리가 있는 금색 모자이크 트림 라인과 연한 청색 바탕에 일정한 간격으로 "H" 표시를 배치했다. 이 대형 명판에는 "HOUSTON ST."라는 글자가 금색 타임스 뉴 로먼 글꼴로 되어 있으며, 진한 파란색 배경과 금색 테두리가 도색되어 있다. 같은 스타일의 방향 명판도 있다. 노란색 i-빔 기둥 안감은 두 승강장을 따라 일정 간격으로 배열되어 있으며, 흰색 헬베티카 글꼴의 글자가 있는 표준 검은색 명판이 번갈아 배열되어 있다.
1994년 내부개조 중에 설치된 이 역의 예술 작품은 데보라 브라운(Deborah Brown)의 "Platform Diving"이다. 수중 지하철에서 바다 생물들을 묘사하였으며 양쪽 승강장의 벽화로 구성되어 있다.

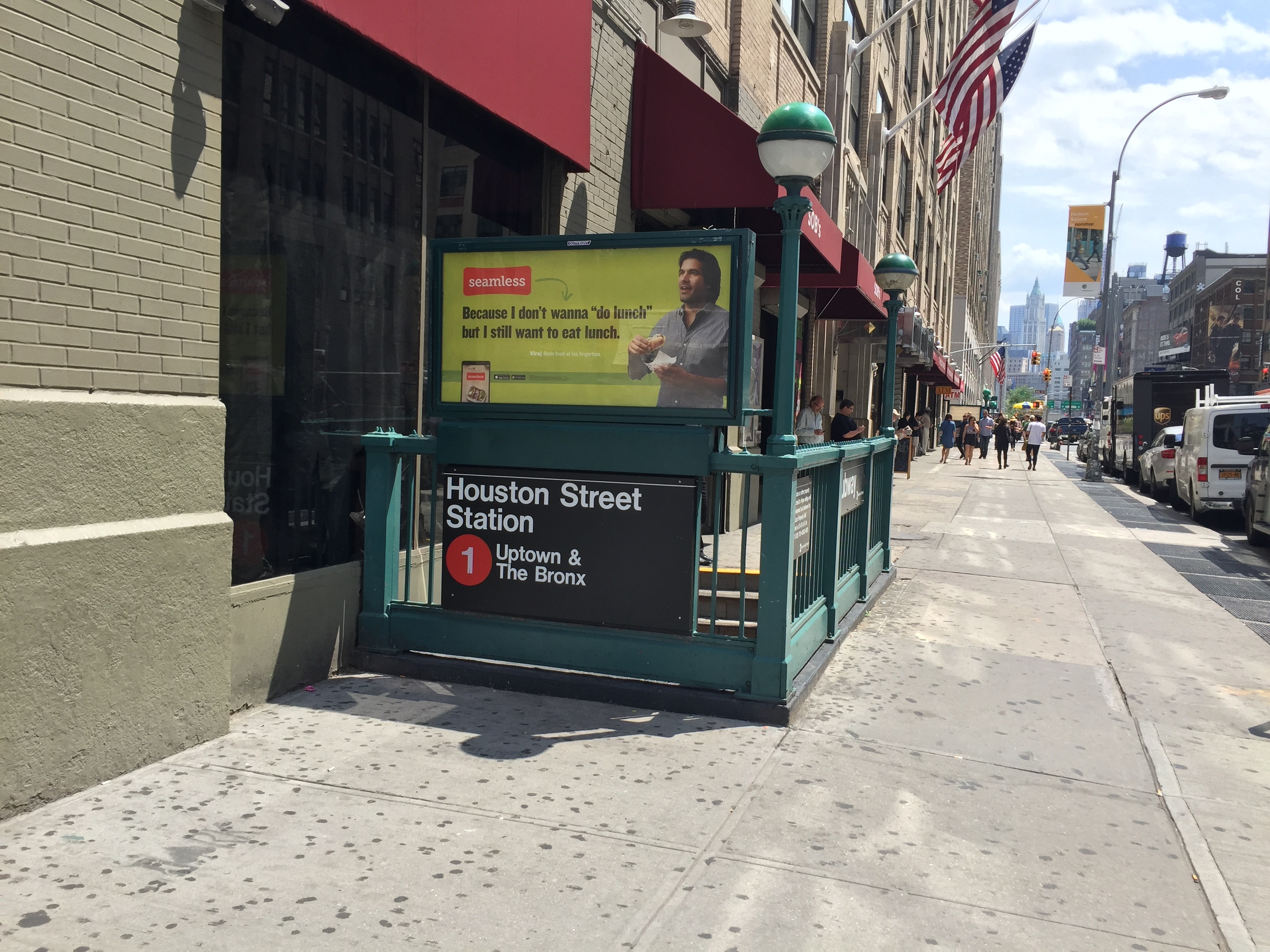
상행 승강장으로 연결되는 출구 계단

### 출구
이 역의 모든 운임 관리 구역은 승강장 층에 있다. 양쪽에 개찰구 뱅크가 있어 웨스트 하우스턴가와 배릭가로 올라가는 두 개의 계단으로 연결되는데, 각각 사우스 페리행과 이어지는 서쪽 모서리와 브롱크스행과 이어지는 동쪽 모서리이다. 그러나 브롱크스행 쪽에만 토큰 부스가 있으며, 사우스 페리행 쪽은 직원이 없다.
두 승강장 모두 남쪽 끝 방향으로 직원 없이 2차 운임 구역을 가지고 있다. 철제 회전문식 출입 개찰구 2개와 출구 전용 개찰구 1개는 배릭가와 킹가(King Street)까지 올라가는 두 개의 계단으로 연결되며, 각각 사우스 페리 방향으로 이어지는 서쪽 모서리와 브롱크스 방향으로 이어지는 동쪽 모서리이다.

## 인근 역세권
- 제임스 J. 워커 공원
- 연방 이민서비스국(USCIS) Application Support Center
- 어린이 박물관(Children's Museum of the Arts)
- 뉴욕 지구 협의회(New York City District Council)
- WCBS/WINS 라디오 방송국 본사
- WNYC 라디오 방송국 본사